# Pensa oblast
Pensa oblast (russisk: Пе́нзенская о́бласть, tr. Penzenskaja oblast) er en af 46 oblaster i Den Russiske Føderation. Oblasten har et areal på 43.352 km² og 1.213.113 (2024) indbyggere. Pensa oblast er en del af det Volgas føderale distrikt. Oblastens administrative center er placeret i byen Pensa, der med sine 487.978 (2025) indbyggere er oblastens største by. Andre større byer i oblasten er Kusnetsk, der har 78.390 (2021) og Saretjnyj, der har 58.597 (2025) indbyggere.

## Geografi
Oblasten ligger i Volgas føderale distrikt, i den sydlige del af den Østeuropæiske Slette i Volgas afvandingsområde. I nord grænser oblasten til Republikken Mordovija, i øst til Uljanovsk oblast, mod syd til Saratov og mod vest til Tambov oblast.
Oblasten er kuperet. De længste floder er Sura, Móksja, Khopjor og Pensa, en 78-km lange biflod til Sura.

### Klima
Pensa oblast har tempereret fastlandsklima. Den gennemsnitlige månedlige temperaturer varierer mellem -10,0 °C i februar og 19,2 °C i juli. Den gennemsnitlige årlige temperatur er 4,7 °C. Fra maj til august er varierer dagtemperaturen normalt mellem 21 °C og 26 °C.